# Фукасэ, Масахиса
 Масахиса Фукасэ  (яп. 深瀬 昌久; 25 февраля 1934, Бифука — 9 июня 2012) — японский фотограф. В работах зрелого периода, выполненных преимущественно в тёмной тональности и интроспективных по содержанию, на первый план выходят темы одиночества и развала семьи, заметна тенденция к размытию, обобщению образов и абстракции. Из фотоальбомов наиболее известен цикл работ «Вороны» (鴉, The Solitude of Ravens), а также отдельные произведения, рисующие картины отчуждения и разобщенности. После инцидента, случившегося с Фукасэ в 1992 году в токийском районе Синдзюку, когда он, находясь в нетрезвом состоянии, упал с лестницы и получил тяжёлую травму (контузию) головного мозга, стал практически недееспособным.

## Основные даты жизни
- 1934 — Родился на Хоккайдо в г. Бифука в семье фотографа.
- 1952 — Поступил на отделение фотографии факультета искусств Токийского университета.
- 1956 — Начал работу в качестве профессионального фотографа, занимаясь рекламной фотографией.
- 1960 — Первая персональная выставка, привлёкшая внимание критиков.
- 1964 — Первый брак. Жене посвящены многие работы, включая альбом «Ёко», названный её именем.
- 1967 — Продолжая заниматься прикладной фотографией, после смены ряда мест занял должность начальника фотоотдела издательства «Кавадэ-сёбо».
- 1968 — После банкротства «Кавадэ-сёбо» начал карьеру свободного фотохудожника.
- 1974 — Вместе с другими ведущими фотографами Японии того времени, такими, как Нобуёси Араки, Сёмэй Томацу, Эйко Хосоэ, Нориаки Ёкосука и Дайдо Морияма основал и курировал фотошколу, просуществовавшую до 1976 года.
- 1976 — Первый развод и второй брак.
- 1987 — Смерть отца.
- 1989 — Закрытие действовавшего в течение жизни нескольких поколений семьи Фукасэ их музея фотографии.
- 1992 — Второй развод. В результате несчастного случая получил тяжёлую травму головы, после которой всяческая творческая активность была практически сведена к нулю.
- 2012 - Смерть.

## Избранные фотоальбомы
- 1971 — Игра (遊戯)
- 1978 — Ёко (洋子)
- 1986 — Вороны (鴉)
- 1991 — Воспоминания об отце (父の記)
- 1991 — Семья (家族)